# In Defiance of Existence
In Defiance of Existence är det femte studioalbumet med det norska black metal-bandet Old Man's Child. Albumet utgavs 2003 av skivbolaget Century Media Records.

## Låtlista
1. "Felonies of the Christian Art" – 5:48
2. "Agony of Fallen Grace" – 4:28
3. "Black Seeds on Virgin Soil" – 4:58
4. "In Defiance of Existence" – 4:57
5. "Sacrifice of Vengeance" – 4:32
6. "The Soul Receiver" – 4:31
7. "In Quest of Enigmatic Dreams" (instrumental) – 0:53
8. "The Underworld Domains" – 4:48
9. "Life Deprived" – 4:49

- Text: Galder (spår 1–6, 8, 9)
- Musik: Galder (spår 1–9), Jardar (spår 4, 7)

## Medverkande
Musiker (Old Man's Child-medlemmar)
- Galder (Thomas Rune Andersen Orre) – sång, sologitarr, akustisk gitarr, basgitarr, keyboard
- Jardar (Jon Øyvind Andersen) – sologitarr, akustisk gitarr

Bidragande musiker
- Nicholas Barker – trummor
- Gus G. (Konstantinos "Kostas" Karamitroudis) – sologitarr (spår 1, 9)

Produktion
- Fredrik Nordström – producent, ljudtekniker, ljudmix
- Galder – producent
- Patrik J. Sten – ljudtekniker, ljudmix
- Arnold Lindberg – ljudtekniker, ljudmix
- Ulf Horbelt – mastering
- Carsten Drescher – omslagsdesign, omslagskonst
- Shannon Hourigan – omslagskonst
- Sebastian Ludvigsen – foto
- Christophe Szpajdel – logo